# پروانه‌های عرب
پروانه‌های عرب (نام علمی: Colotis) نام یک سرده از تیره کاهی‌بالان است.